# 찐뚱
찐뚱(베트남어: Trịnh Tùng / 鄭松 정송，1550년 12월 19일(음력 11월 12일) ~ 1623년 7월 17일(음력 6월 20일))은 대월 후 레 왕조의 정치인, 찐 주의 제3대 왕(재위: 1570년 ~ 1623년)이다.

## 생애
투언빈 2년 11월 12일(1550년 12월 19일), 찐끼엠의 둘째 아들로 태어났다. 복량후(Phúc Lương Hầu/福良侯)로 봉해졌다.
찐찌 13년 2월 18일(1570년 3월 24일), 찐끼엠이 병사하자 찐꼬이가 뒤를 이었다. 막 왕조가 이 틈을 타 대장(大將) 막낀디엔을 보내 군사를 이끌고 남하하게 하였다. 찐꼬이는 친히 병사를 이끌고 방어하였으나 대패하였고, 막 왕조에 투항하였다. 그해 8월 20일(1570년 9월 19일), 찐뚱은 장군공(Trường Quận Công/長郡公), 절제각처수보제영(節制各處水步諸營)으로 봉해졌다. 9월, 찐뚱에게 좌상(左相)이 가봉되었다.
찐찌 14년(1571년) 2월, 찐뚱이 태위(太尉), 장국공(Trường Quốc Công/長國公)으로 진봉되었고, 북벌을 개시하여 한 차례 탕롱을 공격해 점령하였다. 그러나 이듬해 1572년에 막낀디엔이 남하하여 청화(淸化)를 습격하자 전황이 역전되었고, 황제 레 영종은 예안(乂安)으로 달아나니 찐뚱은 할 수 없이 회군하여 이를 구원하였다. 이후 레 영종이 조정의 신하들과 공모하여 찐뚱을 제거하려고 기도하였으나 찐뚱에게 발각되었고, 찐뚱은 선수를 쳐 영종을 폐위한 뒤 죽이고 레 세종을 옹립하였다.
찐뚱은 쉬지 않고 막 왕조와 전쟁을 벌여 막낀디엔과 서로 이기고 지곤 하였다. 그런데 막낀디엔이 1580년에 병사하자 막 왕조의 세력은 급격히 쇠락하였다. 찐뚱은 이 틈을 타 1591년에 대거 북벌하여 이듬해 1592년에 탕롱을 공격해 크게 이겼으며, 막 왕조의 황제 막머우헙과 막전을 차례로 잡아 살해하였다.
꽝흥 22년 4월 7일(1599년 5월 1일), 찐뚱이 막 왕조를 멸한 큰 공로를 세웠다 하여 레 세종에 의해 도원수총국정상부평안왕(都元帥總國政尙父平安王)으로 봉해졌고, 탕롱에 머무르며 지켰다.
호앙딘 20년(1619년) 3월, 레 경종이 찐뚱의 아들 찐쑤언과 공모하여 찐뚱을 죽이고 황권을 되찾기로 계획하였다. 그러나, 두달 후인 5월에 결국 찐뚱에게 발각되었으며, 찐뚱은 찐쑤언을 폐서인한 뒤 경종을 협박하여 자살하게 하였다. 그리고 6월에 레 신종을 옹립하였다.
빈또 2년(1620년), 찐뚱이 남쪽 응우옌 주의 응우옌푹응우옌의 형제인 응우옌푹짝(阮福澤), 응우옌푹헙(阮福洽)과 응우옌 주가 위치한 광남(廣南)을 분할하기로 밀약을 맺었고, 이에 병사를 내어 남침하였으나 성공하지 못했다. 응우옌푹응우옌은 이로 인해 찐씨와의 관계를 단절한다고 선포하였다.
빈또 5년(1623년), 찐뚱이 연로하여 죽을 때가 가까워지자 권력을 그의 두 아들인 찐짱과 찐쑤언에게 균등하게 나누어 주어 사후 충돌이 발생하는 것을 면하고자 하였다. 그러나 이는 결국 성공하지 못했고, 두 아들 뿐만 아니라 동생인 찐도(鄭杜, Trịnh Đỗ)마저 권력을 얻기를 기대하였다. 찐뚱이 죽기 전에 찐씨는 내홍이 발생하였다. 찐쑤언이 병변을 일으켜 동도(東都)를 불태우고 찐뚱을 협박하여 청춘관(靑春館, 현재의 靑威縣)으로 거처를 옮기도록 하였다. 찐뚱은 교자에 앉아서 탕롱을 탈출하였으나 오래지 않아 교자를 매고 가던 하인이 찐도의 지시를 따라 그를 버리자 찐뚱은 결국 길거리에서 병사하였다. 찐도는 거짓으로 황제의 책봉을 받았다고 칭하며 찐쑤언을 속여 자신의 군영으로 오게 한 다음 그를 살해하였다. 찐도는 찐짱까지 유인하여 죽이려고 했으나 찐짱은 찐도의 음모를 모두 알아채고 청화로 달아났다. 찐짱은 레 신종을 끼고 찐도에 대항하였고, 마침내 권력을 탈취하였다.
빈또 5년 6월 20일(1623년 7월 17일), 찐뚱이 사망하니 향년 74세(만 72세)였다. 공화관정철왕(Công Hòa Khoan Chính Triết Vương/恭和寬正哲王)으로 존봉하였고, 시호를 예무(Duệ Vũ/睿武)라고 하였다.
푹타이 원년 10월 22일(1643년 12월 2일), 찐짱이 찐뚱의 묘호를 성조(Thành Tổ/成祖)로 하였다. 찐 주의 왕들이 대대로 미자(美字)를 더하여 공화관정명철총현영의강단분무경문광국위민웅재위략후공풍업위령현응호국소우수록석윤면조연희계우홍훈무공부용조모조무이전조적수유영명고행후은현모광서무업집경모치조하윤물수준헌천보혜략도공직집병부강봉친법고진령람권숭희개경보통광천계천출치가혜홍은조기영명악추어우곽용분단식국어변총명용결신무웅단정내녕외정직충후창업수통성덕무공환무영모휘공신성심략굉모준공무덕기명경광연모굉렬술사도공분위조우철왕(恭和寬正明哲聰顯英毅剛斷奮武經文匡國衛民雄才偉略厚功豐業威靈顯應護國紹祐受祿錫胤綿祚延禧啟佑鴻勳茂功敷勇造謀兆武貽典肇迹垂裕永命高行厚恩顯謨光緒撫業集慶保治造夏潤物垂準憲天普惠略韜公直執柄扶綱奉親法古振令攬權崇熙開慶普通光天繼天出治嘉惠洪恩肇基永命握樞御宇廓容奮斷植國禦邊聰明勇決神武雄斷靖內寧外正直忠厚創業垂統盛德茂功桓武英謨徽恭神聖深略宏謨峻功茂德基命耿光燕謀宏烈述事圖功奮威造宇哲王)으로 하였다.
동시기의 응우옌 주의 응우옌푹응우옌은 찐뚱을 평가하여 "찐뚱은 군주를 없이 하였고, 찐쑤언은 부친이 없이 하였으니, 천도호환(天道好還)이란 말이 믿어 속이지 않는다.[松無君，椿無父，天道好還，信不誣也。]"라고 하였다. 후세의 베트남인들은 찐뚱을 중국의 조조와 비교하여 찐뚱과 조조는 똑같이 '천자를 끼고 제후를 호령한[挾天子以令諸侯]' 권신이었다고 한다.

## 가족 관계

### 조부모와 부모
- 조부 : 흥조(베트남어: Hưng Tổ / 興祖) 육덕왕(베트남어: Dục Đức Vương / 毓德王) 찐러우(베트남어: Trịnh Lâu / 鄭樓 정루)
- 조모 : 자심숙비(베트남어: Từ Tâm Thục phi / 慈心淑妃) 호앙 티 응옥독(베트남어: Hoàng Thị Ngọc Dốc / 黃氏玉篤 황씨옥독)
- 부친 : 세조(베트남어: Thế Tổ / 世祖) 명강태왕(베트남어: Minh Khang Thái Vương / 明康太王) 찐끼엠(베트남어: Trịnh Kiểm / 鄭檢 정검)
- 모친 : 자의태비(베트남어: Từ Nghi Thái Phi / 慈儀太妃) 응우옌 티 응옥바오(베트남어: Nguyễn Thị Ngọc Bảo / 阮氏玉寶 완씨옥보)

### 후비
| 봉호        | 시호                                  | 이름 (성씨)                                            | 별칭 | 생몰년도 | 국구 (장인/장모) | 비고 |
| ----------- | ------------------------------------- | ------------------------------------------------------ | ---- | -------- | ---------------- | ---- |
| 정비 (正妃) | 자휘태비 (Từ Huy Thái Phi /慈徽太妃)  | 당 티 응옥자오 (Đặng Thị Ngọc Dao /鄧氏玉瑤 /등씨옥요) |      |          | [ 4 ]            |      |
| 정비 (正妃) | 자혜정비 (Từ Huệ Chính Phi /慈惠正妃) | 라이 티 응옥누 (Lại Thị Ngọc Nhu /賴氏玉柔 /뇌씨옥유)  |      |          | [ 5 ]            |      |

### 왕자
| -  | 봉호                             | 시호                 | 이름                               | 생몰년도        | 생모                    | 별칭  | 비고                |
| -- | -------------------------------- | -------------------- | ---------------------------------- | --------------- | ----------------------- | ----- | ------------------- |
| 1  | 신례공 (Tín Lễ Công /信禮公)     |                      | 찐뚝 (Trịnh Túc /鄭橚 /정숙)       |                 | 자혜정비 라이 티 응옥누 |       |                     |
| 2  | 숭악공 (Tụng Nhạc Công /嵩岳公)  |                      | 찐반 (Trịnh Vân /鄭橒 /정운)       |                 |                         | [ 6 ] |                     |
| 3  | 청왕 (Thanh Vương /淸王)         | 융서 (Long Tự /隆緖) | 찐짱 (Trịnh Tráng /鄭梉 /정장)     | 1577년 ~ 1657년 | 자휘태비 당 티 응옥자오 | [ 7 ] | 찐 주의 제4대 군주. |
| 4  | 미예공 (Mỹ Dự Công /美譽公)      |                      | 찐람 (Trịnh Lâm /鄭楥 /정원)       | ? ~ 1619년      |                         |       |                     |
| 5  | 서국공 (Thụy Quốc Công /瑞國公)  |                      | 찐쯔엉 (Trịnh Dương /鄭楊 /정양)   |                 |                         | [ 8 ] |                     |
| 6  | 용례공 (Dũng Lễ Công /勇禮公)    |                      | 찐자이 (Trịnh Giai /鄭楷 /정해)    |                 |                         |       |                     |
| 7  | 경암공 (Quỳnh Nham Công /瓊岩公) |                      | 찐레 (Trịnh Lệ /鄭棣 /정체)        |                 |                         |       |                     |
| 8  | 광군공 (Quảng Quận Công /廣郡公) |                      | 찐항 (Trịnh Hàng /鄭杭 /정항)      |                 |                         |       |                     |
| 9  | 취군공 (Tựu Quận Công /就郡公)   |                      | 찐찌에우 (Trịnh Triều /鄭𣛨 /정조) |                 |                         |       |                     |
| 10 | 입군공 (Lập Quận Công /立郡公)   |                      | 찐뚜언 (Trịnh Tuân /鄭栒 /정순)    |                 |                         |       |                     |
| 11 | 우군공 (Hựu Quận Công /佑郡公)   |                      | 찐디엔 (Trịnh Điện /鄭橂 /정존)    |                 |                         |       |                     |
| 12 | 능군공 (Lăng Quận Công /陵郡公)  |                      | 찐방 (Trịnh Bảng /鄭榜 /정방)      |                 |                         |       |                     |
| 13 | 천군공 (Xuyên Quận Công /川郡公) |                      | 찐꾸앙 (Trịnh Quảng /鄭櫎 /정황)   |                 |                         |       |                     |
| 14 | 녹군공 (Lộc Quận Công /祿郡公)   |                      | 찐짜 (Trịnh Trà /鄭𣗪 /정다)       |                 |                         |       |                     |
| 15 | 월군공 (Việt Quận Công /越郡公)  |                      | 찐찐 (Trịnh Trinh /鄭桯 /정정)     |                 |                         |       |                     |
| 16 | 정군공 (Duyên Quận Công /廷郡公) |                      | 찐나 (Trịnh Nha /鄭枒 /정야)       |                 |                         |       |                     |
| 17 | 견군공 (Kiên Quận Công /堅郡公)  |                      | 찐꾸언 (Trịnh Quân /鄭桾 /정군)    |                 |                         |       |                     |
| 18 | 호군공 (Hào Quận Công /豪郡公)   |                      | 찐꾸앙 (Trịnh Quang /鄭桄 /정광)   |                 |                         |       |                     |
| 19 | 농군공 (Nông Quận Công /農郡公)  |                      | 찐뜨엉 (Trịnh Tương /鄭欀 /정양)   |                 |                         |       |                     |
| 20 | 만군공 (Vạn Quận Công /萬郡公)   |                      | 찐쑤언 (Trịnh Xuân /鄭椿 /정춘)    | ? ~ 1623년      |                         |       |                     |

### 왕녀
| - | 봉호                   | 시호 | 이름                                                    | 생몰년도 | 생모 | 부마            | 별칭  | 비고 |
| - | ---------------------- | ---- | ------------------------------------------------------- | -------- | ---- | --------------- | ----- | ---- |
| 1 | 군주 (Quận Chúa /郡主) |      | 찐 티 응옥찐 (Trịnh Thị Ngọc Trinh /鄭氏玉楨 /정씨옥정) |          |      | 레 경종(黎敬宗) | [ 9 ] |      |

## 같이 보기
- 조조
- 후 레 왕조